# Lindan en Baggarvet
Lindan en Baggarvet (Zweeds: Lindan och Baggarvet) is een småort in de gemeente Borlänge in het landschap Dalarna en de provincie Dalarnas län in Zweden. Het småort heeft 121 inwoners (2005) en een oppervlakte van 31 hectare. Eigenlijk bestaat het småort uit twee plaatsen: Lindan en Baggarvet.